# Linus Straßer
Linus Straßer, född 6 november 1992, är en tysk alpin skidåkare som debuterade i världscupen den 27 oktober 2013 i Sölden i Österrike. Hans första pallplats i världscupen kom när han vann parallellslalom den 31 januari 2017 i Stockholm i Sverige.